# Autrepierre
Autrepierre est une commune française située dans le département de Meurthe-et-Moselle, en région Grand Est.

## Géographie

### Localisation
Autrepierre est à 25 km de la sous-préfecture Lunéville et à 50 km de la préfecture Nancy. Metz est à 80 km et Strasbourg à 81 km.
Le territoire de la commune est limitrophe de 7 communes.  
| Leintrey           | Amenoncourt | Igney  |
| Gondrexon          | Autrepierre | Repaix |
| Chazelles-sur-Albe | Verdenal    |        |

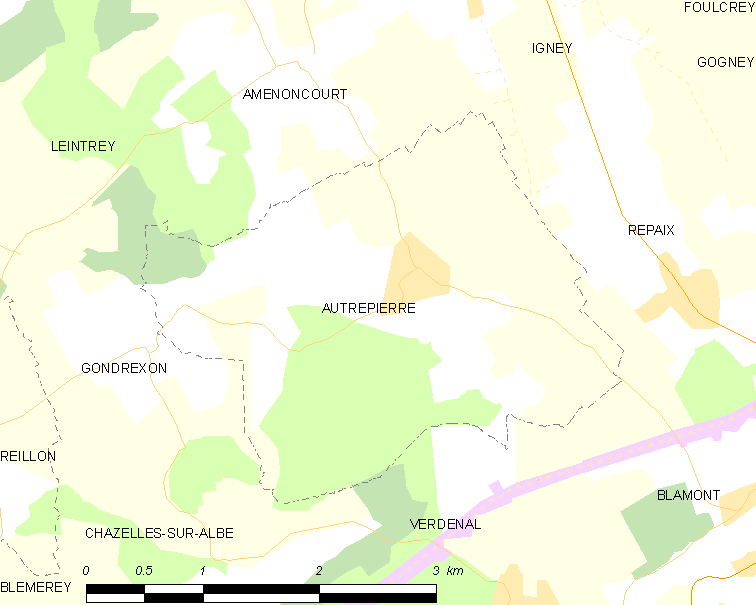
Carte de la commune.
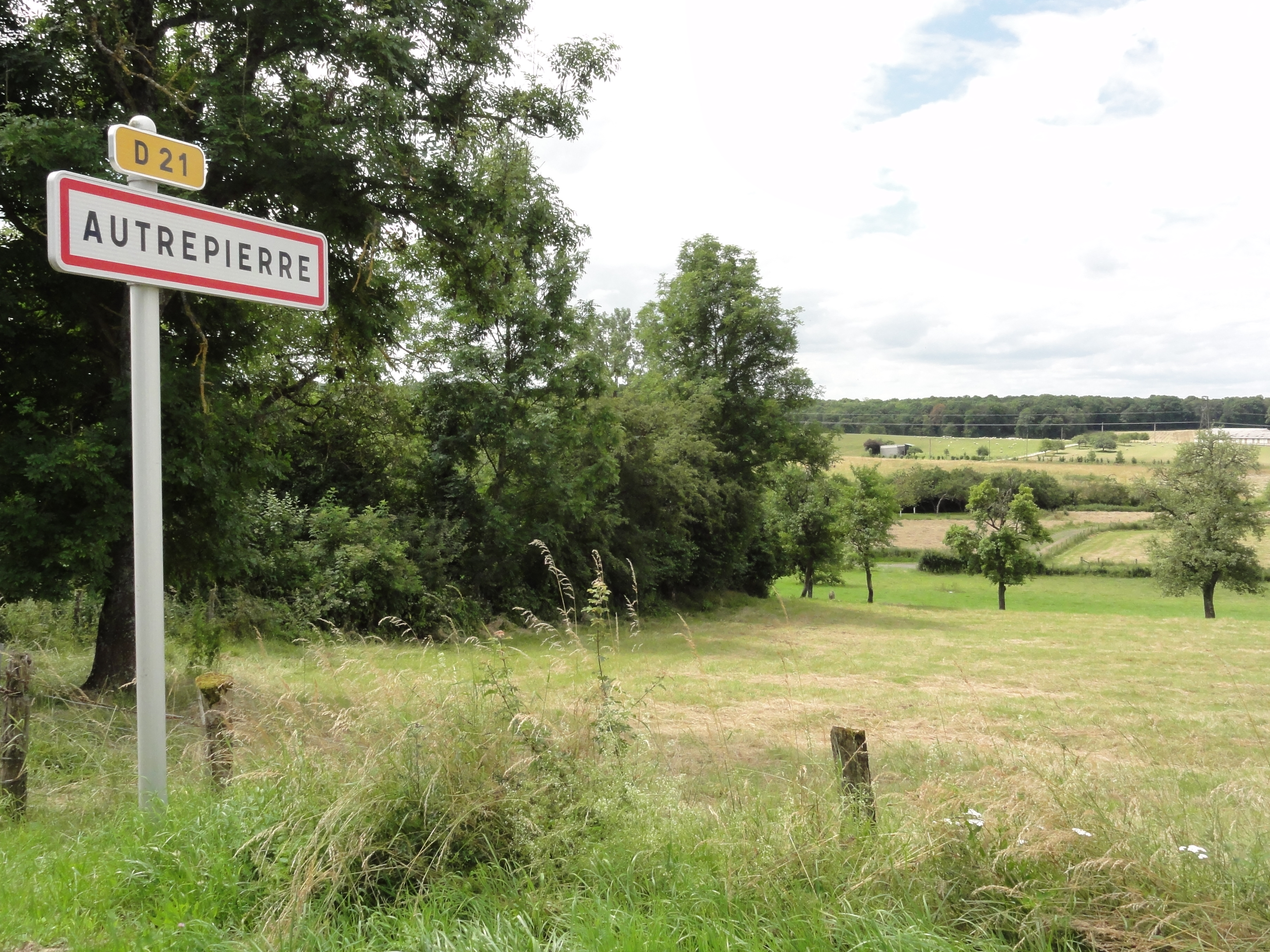
Entrée d'Autrepierre.

### Hydrographie
La commune est dans le bassin versant du Rhin au sein du bassin Rhin-Meuse. Elle est drainée par le ruisseau d'Albe, le ruisseau d'Autrepierre et le ruisseau le Danube,.

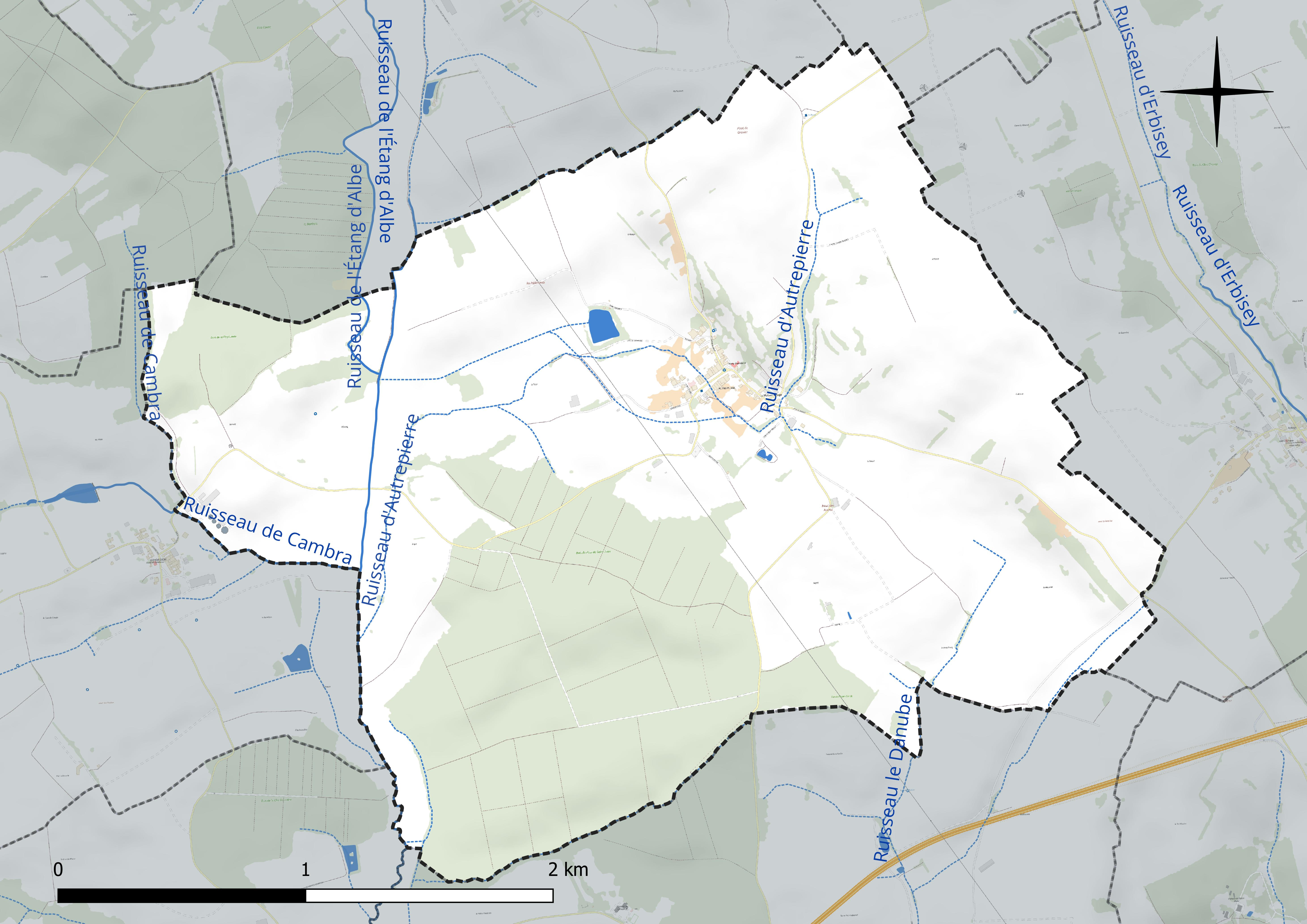
Réseau hydrographique d'Autrepierre.

### Climat
Pour des articles plus généraux, voir Climat du Grand Est et Climat de Meurthe-et-Moselle.
En 2010, le climat de la commune est de type climat des marges montargnardes, selon une étude du Centre national de la recherche scientifique s'appuyant sur une série de données couvrant la période 1971-2000. En 2020, Météo-France publie une typologie des climats de la France métropolitaine dans laquelle la commune est exposée à un climat semi-continental et est dans la région climatique Vosges, caractérisée par une pluviométrie très élevée (1 500 à 2 000 mm/an) en toutes saisons et un hiver rude (moins de 1 °C).
Pour la période 1971-2000, la température annuelle moyenne est de 9,8 °C, avec une amplitude thermique annuelle de 16,7 °C. Le cumul annuel moyen de précipitations est de 1 000 mm, avec 12,6 jours de précipitations en janvier et 10,2 jours en juillet. Pour la période 1991-2020, la température moyenne annuelle observée sur la station météorologique de Météo-France la plus proche, « St Maurice », sur la commune de Saint-Maurice-aux-Forges à 12 km à vol d'oiseau, est de 10,5 °C et le cumul annuel moyen de précipitations est de 837,4 mm. 
La température maximale relevée sur cette station est de 39,2 °C, atteinte le 25 juillet 2019 ; la température minimale est de −19,9 °C, atteinte le 1er mars 2005,,.
Les paramètres climatiques de la commune ont été estimés pour le milieu du siècle (2041-2070) selon différents scénarios d'émission de gaz à effet de serre à partir des nouvelles projections climatiques de référence DRIAS-2020. Ils sont consultables sur un site dédié publié par Météo-France en novembre 2022.

## Urbanisme

### Typologie
Au 1er janvier 2024, Autrepierre est catégorisée commune rurale à habitat dispersé, selon la nouvelle grille communale de densité à sept niveaux définie par l'Insee en 2022.
Elle est située hors unité urbaine et hors attraction des villes,.

### Occupation des sols
L'occupation des sols de la commune, telle qu'elle ressort de la base de données européenne d’occupation biophysique des sols Corine Land Cover (CLC), est marquée par l'importance des territoires agricoles (70,6 % en 2018), une proportion sensiblement équivalente à celle de 1990 (69,8 %). La répartition détaillée en 2018 est la suivante : 
terres arables (36,7 %), prairies (33,9 %), forêts (26,1 %), zones urbanisées (3,3 %). L'évolution de l’occupation des sols de la commune et de ses infrastructures peut être observée sur les différentes représentations cartographiques du territoire : la carte de Cassini (XVIIIe siècle), la carte d'état-major (1820-1866) et les cartes ou photos aériennes de l'IGN pour la période actuelle (1950 à aujourd'hui).

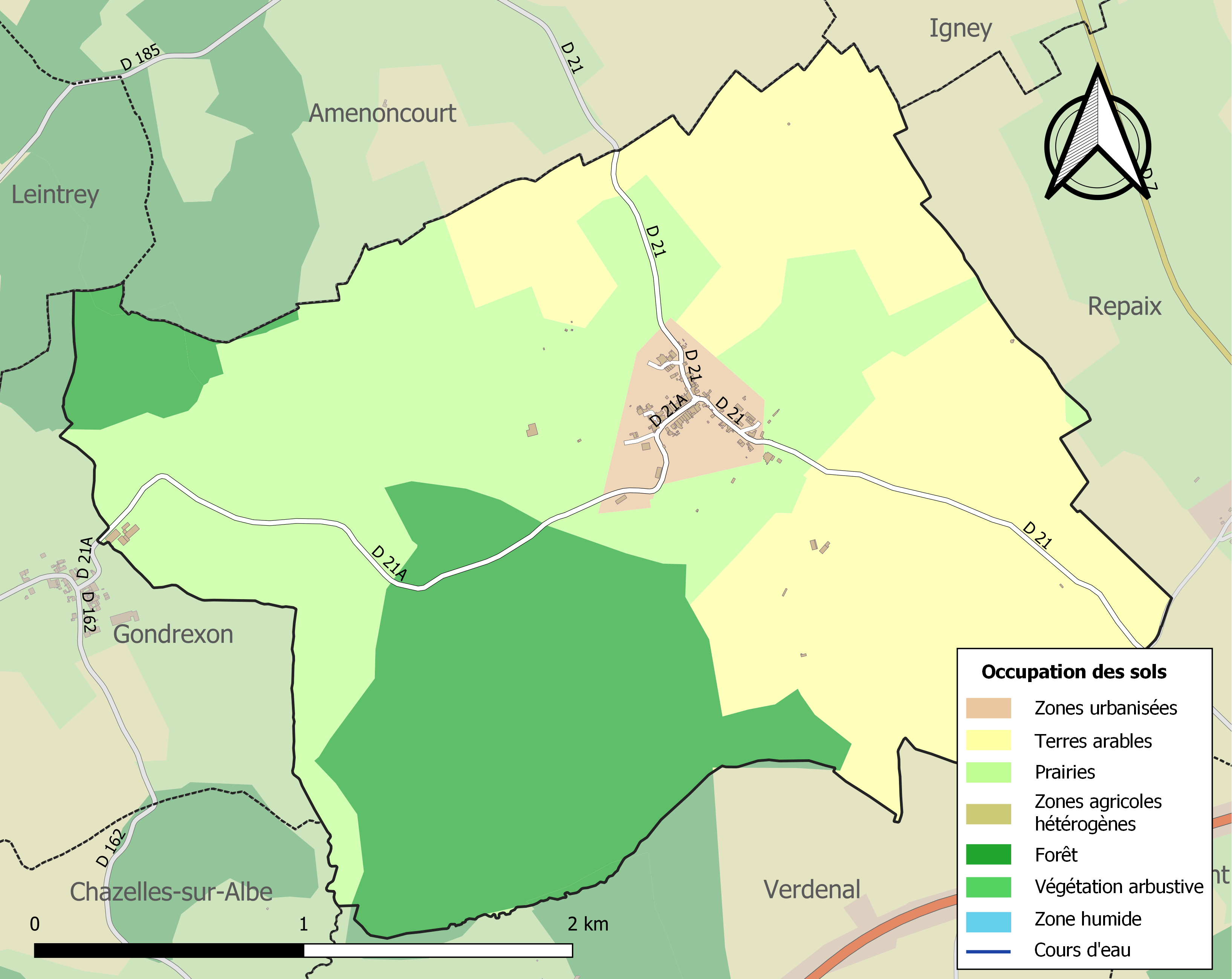
Carte des infrastructures et de l'occupation des sols de la commune en 2018 (CLC).

## Toponymie
Le nom de la localité est attesté sous les formes Alta petra (XIVe siècle) ; Altrepierre (1364).

De l'oïl alte « haute , dressée » et pierre, ce qui pourrait désigner un menhir, ou du latin alter ayant le sens de deuxième, ou autre (« autre borne »).

## Histoire

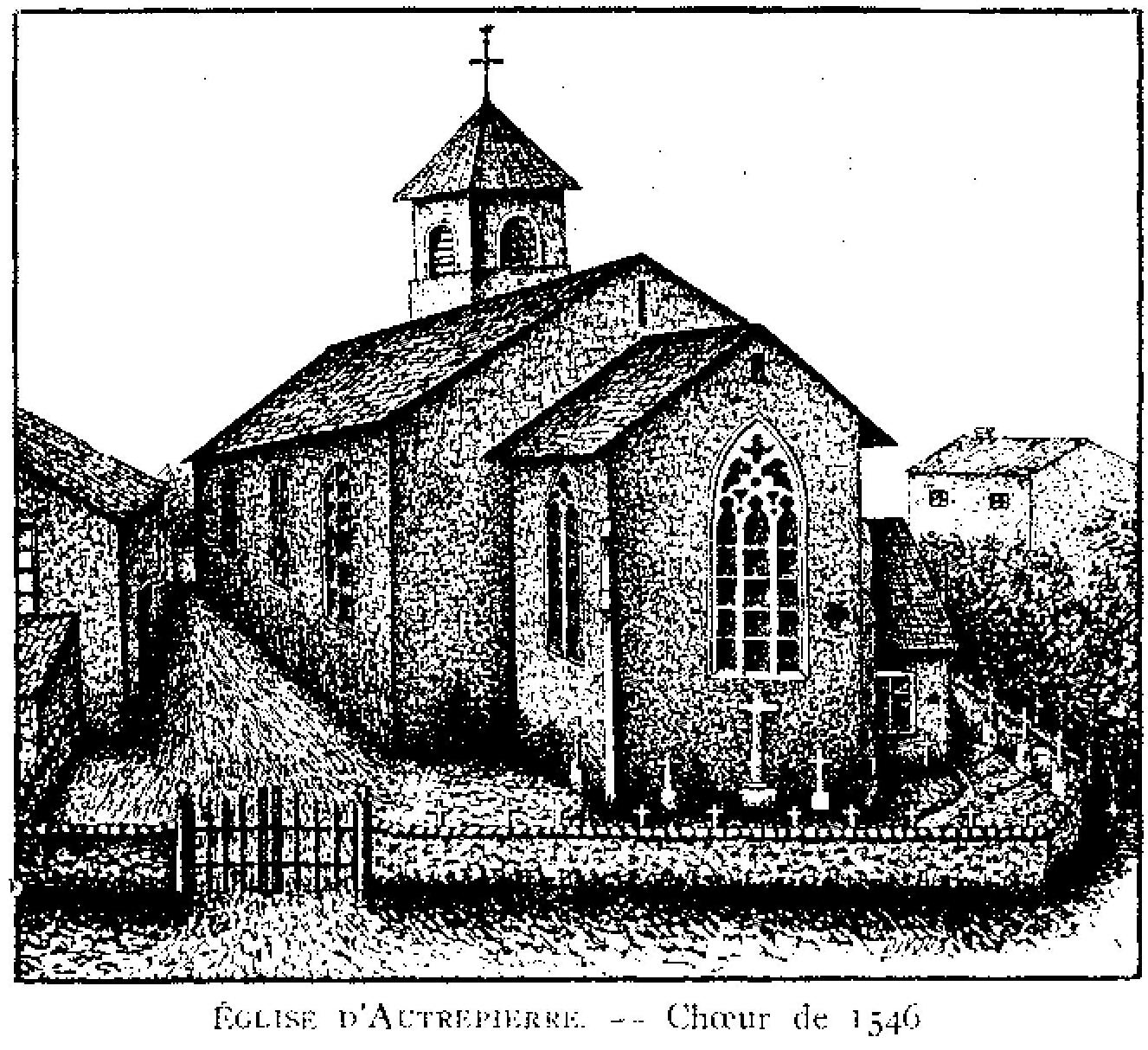
Eglise d'Autrepierre, 1546

Existence d'une maison de templiers de 1240 à 1308 au lieu-dit l'Abbaye.
Après les terribles fléaux du XVIIe siècle qui ont ravagé la Lorraine, il ne restait qu'un seul habitant à Autrepierre, tout comme à Repaix, Barbas, Blémerey et plus aucun à Frémonville pendant la guerre de Trente Ans, vers 1636.

## Politique et administration
| Période                                  | Période  | Identité                                    | Étiquette | Qualité               |
| ---------------------------------------- | -------- | ------------------------------------------- | --------- | --------------------- |
| Les données manquantes sont à compléter. |          |                                             |           |                       |
| 1804                                     | 1830     | Nicolas Simonm                              |           |                       |
| 1831                                     | 1847     | Rémy Dedenon                                |           | Rentier               |
| 1848                                     | 1855     | Joseph Perrin                               |           | Cultivateur           |
| 1855                                     | 1867     | Pierre Emile Dedenon                        |           | Propriétaire          |
| 1867                                     | 1876     | Joseph Pierre Cherrier                      |           | Cultivateur           |
| 1876                                     | 1881     | Joseph Flavenot                             |           | Boulanger             |
| 1881                                     | 1884     | Joseph Louis Cherrier                       |           |                       |
| 1884                                     | 1887     | Jean-Pierre Flavenot                        |           |                       |
| 1887                                     | 1904     | François Cuny                               |           |                       |
| 1904                                     |          | Eugène Louis Dedenon                        |           | Cultivateur           |
| mars 2001                                | 2014     | Gérard Houillon                             |           |                       |
| mars 2014                                | En cours | Yves Grelot, Réélu pour le mandat 2020-2026 |           | Policier ou militaire |

## Population et société

### Démographie
L'évolution du nombre d'habitants est connue à travers les recensements de la population effectués dans la commune depuis 1793. Pour les communes de moins de 10 000 habitants, une enquête de recensement portant sur toute la population est réalisée tous les cinq ans, les populations de référence des années intermédiaires étant quant à elles estimées par interpolation ou extrapolation. Pour la commune, le premier recensement exhaustif entrant dans le cadre du nouveau dispositif a été réalisé en 2008.

En 2022, la commune comptait 77 habitants, en évolution de −4,94 % par rapport à 2016 (Meurthe-et-Moselle : −0,13 %, France hors Mayotte : +2,11 %).
| 1793 | 1800 | 1806 | 1821 | 1831 | 1836 | 1841 | 1846 | 1851 |
| ---- | ---- | ---- | ---- | ---- | ---- | ---- | ---- | ---- |
| 258  | 258  | 281  | 257  | 270  | 300  | 340  | 324  | 333  |

| 1856 | 1861 | 1872 | 1876 | 1881 | 1886 | 1891 | 1896 | 1901 |
| ---- | ---- | ---- | ---- | ---- | ---- | ---- | ---- | ---- |
| 301  | 306  | 244  | 248  | 226  | 214  | 223  | 222  | 239  |

| 1906 | 1911 | 1921 | 1926 | 1931 | 1936 | 1946 | 1954 | 1962 |
| ---- | ---- | ---- | ---- | ---- | ---- | ---- | ---- | ---- |
| 236  | 228  | 178  | 147  | 143  | 141  | 161  | 136  | 152  |

| 1968 | 1975 | 1982 | 1990 | 1999 | 2006 | 2008 | 2013 | 2018 |
| ---- | ---- | ---- | ---- | ---- | ---- | ---- | ---- | ---- |
| 157  | 161  | 133  | 113  | 108  | 117  | 120  | 89   | 83   |

| 2022 | - | - | - | - | - | - | - | - |
| ---- | - | - | - | - | - | - | - | - |
| 77   | - | - | - | - | - | - | - | - |

## Culture locale et patrimoine

### Lieux et monuments
- Église Saint-Clément XVIIIe siècle : chevet gothique.
- Plusieurs croix de chemin.
- Des fontaines et un guéoir.
- Quelques portes monumentales de maisons.

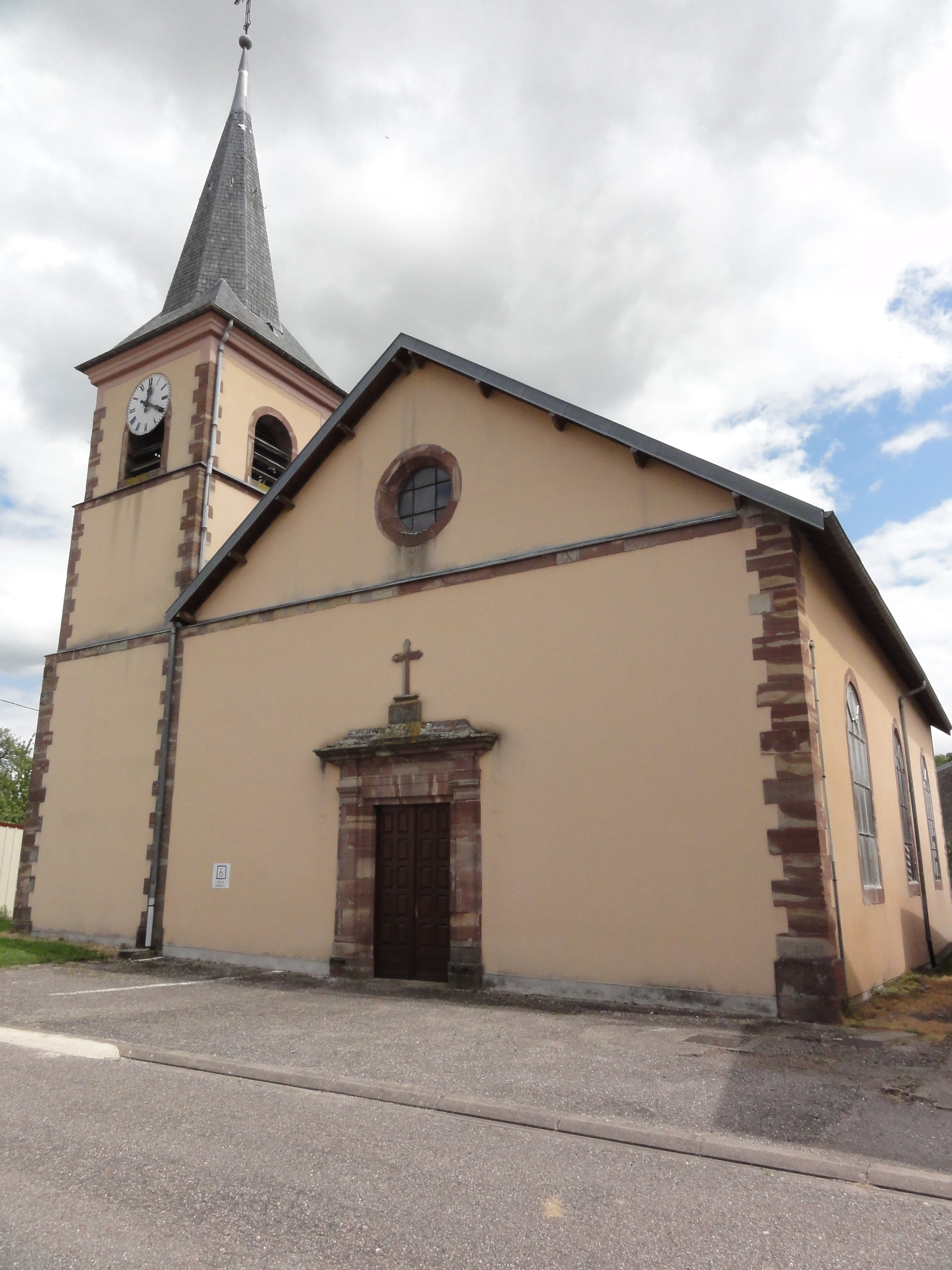
Église Saint-Clément.
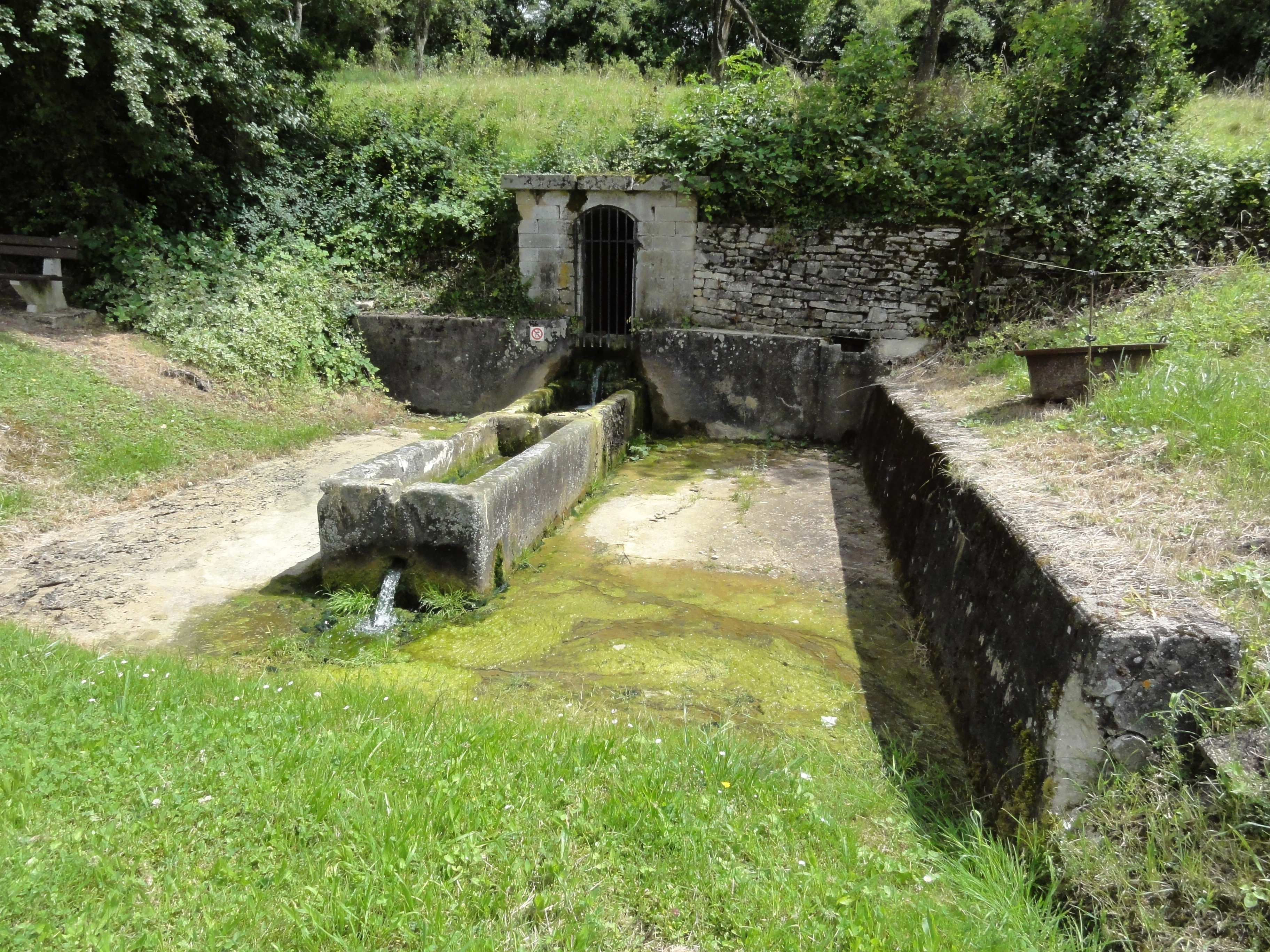
Fontaine et gayoir.
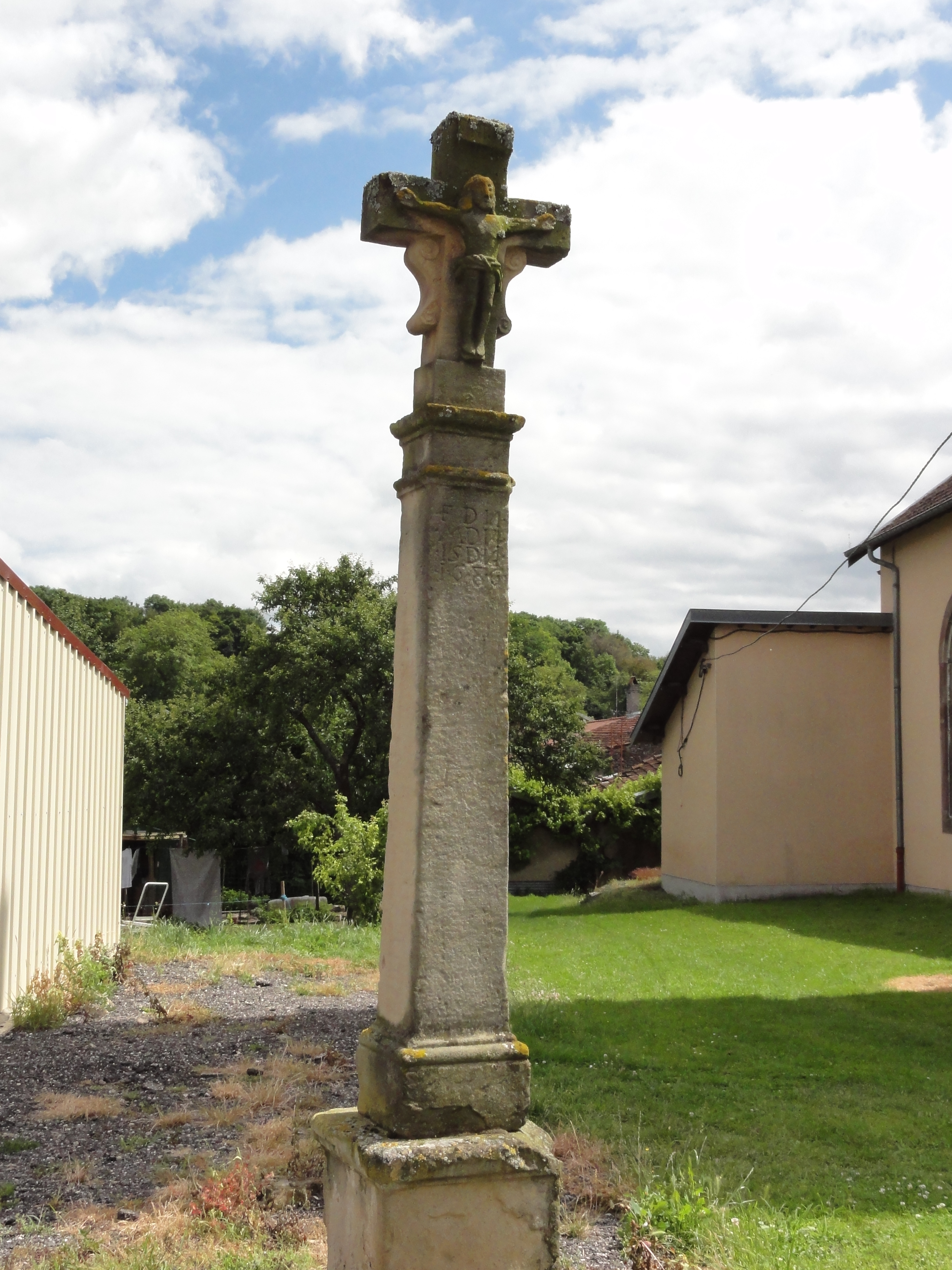
Une des croix de chemin.
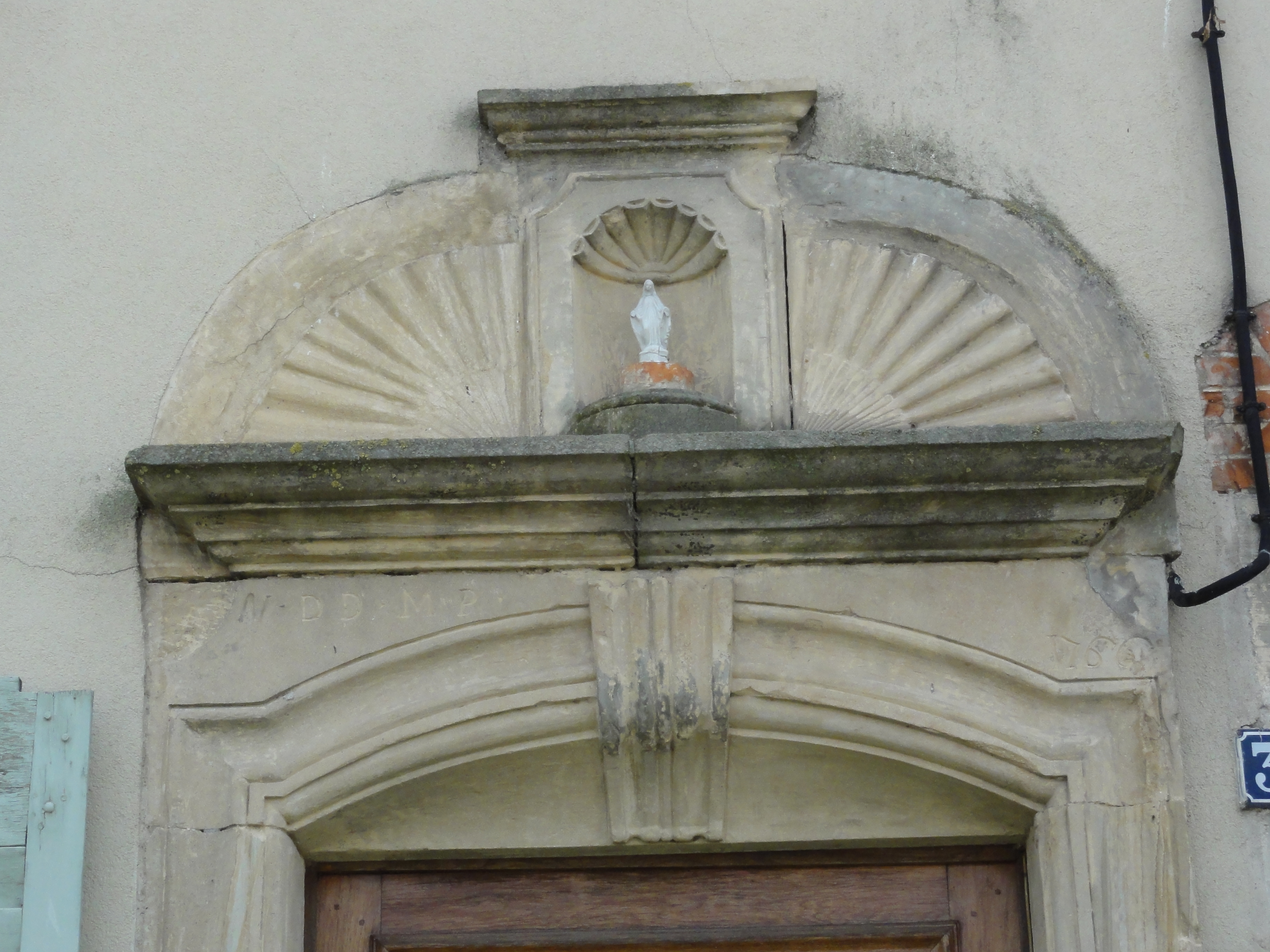
Dessus de porte monumentale.

### Héraldique, logotype et devise
| Blason de Autrepierre | Blason  | De gueules à deux saumons adossés d'argent accompagnés en chef d'une pierre d'or et en pointe d'une colombe du saint Esprit d'argent avec la sainte Ampoule d'or. |
| Blason de Autrepierre | Détails | Le statut officiel du blason reste à déterminer. |